# رأس الخيط (فلم)
رأس الخيط هو فيلم تلفزي مغربي من إخراج الجيلالي فرحاتي سنة 2006، وبطولة كل من عبد العظيم الشناوي، محمد مروازي، محمد البسطاوي، محمد خيي، هدى الريحاني، رفيق بوبكر، وآخرين.

## القصة
يجد فريق من المحققين أنفسهم أمام جريمة غامضة، حيث  يُعثر على رجل أعمال مقتولا في إحدى الشقق دون أن يكون هناك أي دليل يساعد على الوصول إلى المجرم الحقيقي.
تبدأ رحلة البحث والفرضيات بهدف فكّ هذا اللغز المحير والوصول إلى المجرم، ويبدل فريق التحقيق كل ما في وسعه دون أن يصل إلى أي نتيجة، إلى أن يلتحق مفتش شاب بالفريق، الذي ستقوده تحرياته إلى إيجاد «رأس الخيط» الذي قد يوقع القاتل في قبضة العدالة.